# Beni culturali d'importanza nazionale nel canton Ticino ISOS
Questa lista contiene tutti gli insediamenti svizzeri da proteggere di importanza nazionale (classe A) del canton Ticino ricavato dall'Inventario dei beni culturali svizzeri d'importanza nazionale e regionale. È ordinato per comune.
Le coordinate geografiche fornite sono nel Sistema di coordinate svizzere.

## Acquarossa
| KGS No.? | Immagine                                | Nome                                    | Indirizzo | Tipo | CH1903 coordinata X | CH1903 coordinata Y | Luogo                  |
| -------- | --------------------------------------- | --------------------------------------- | --------- | ---- | ------------------- | ------------------- | ---------------------- |
| 3908     | ISOS villaggio: Dongio                  | ISOS villaggio: Dongio                  |           |      | 716.280             | 144.345             | 46.440354°N 8.95181°E  |
| 4067     | ISOS villaggio: Ponto Valentino         | ISOS villaggio: Ponto Valentino         |           |      | 714.912             | 149.067             | 46.48306°N 8.935185°E  |
| 3955     | ISOS casale/piccolo villaggio: Largario | ISOS casale/piccolo villaggio: Largario |           |      | 715.366             | 150.315             | 46.494206°N 8.941407°E |

## Airolo
| KGS No.? | Immagine                | Nome                    | Indirizzo | Tipo | CH1903 coordinata X | CH1903 coordinata Y | Luogo                 |
| -------- | ----------------------- | ----------------------- | --------- | ---- | ------------------- | ------------------- | --------------------- |
| 3721     | ISOS borgo: Airolo      | ISOS borgo: Airolo      |           |      | 689.736             | 153.707             | 46.52864°N 8.608264°E |
| 3915     | ISOS villaggio: Fontana | ISOS villaggio: Fontana |           |      | 686.049             | 152.560             | 46.518807°N 8.56°E    |

## Alto Malcantone
| KGS No.? | Immagine              | Nome                  | Indirizzo | Tipo | CH1903 coordinata X | CH1903 coordinata Y | Luogo                  |
| -------- | --------------------- | --------------------- | --------- | ---- | ------------------- | ------------------- | ---------------------- |
| 3784     | ISOS villaggio: Breno | ISOS villaggio: Breno |           |      | 710.834             | 98.960              | 46.033082°N 8.870184°E |

## Aranno
| KGS No.? | Immagine               | Nome                   | Indirizzo | Tipo | CH1903 coordinata X | CH1903 coordinata Y | Luogo                  |
| -------- | ---------------------- | ---------------------- | --------- | ---- | ------------------- | ------------------- | ---------------------- |
| 3733     | ISOS villaggio: Aranno | ISOS villaggio: Aranno |           |      | 710.807             | 97.192              | 46.017185°N 8.869419°E |

## Arogno
| KGS No.? | Immagine               | Nome                   | Indirizzo | Tipo | CH1903 coordinata X | CH1903 coordinata Y | Luogo                  |
| -------- | ---------------------- | ---------------------- | --------- | ---- | ------------------- | ------------------- | ---------------------- |
| 3737     | ISOS villaggio: Arogno | ISOS villaggio: Arogno |           |      | 719.997             | 90.981              | 45.959757°N 8.986472°E |

## Ascona
| KGS No.? | Immagine           | Nome               | Indirizzo | Tipo | CH1903 coordinata X | CH1903 coordinata Y | Luogo                  |
| -------- | ------------------ | ------------------ | --------- | ---- | ------------------- | ------------------- | ---------------------- |
| 3741     | ISOS borgo: Ascona | ISOS borgo: Ascona |           |      | 702.687             | 112.404             | 46.155287°N 8.767919°E |

## Astano
| KGS No.? | Immagine               | Nome                   | Indirizzo | Tipo | CH1903 coordinata X | CH1903 coordinata Y | Luogo                 |
| -------- | ---------------------- | ---------------------- | --------- | ---- | ------------------- | ------------------- | --------------------- |
| 3742     | ISOS villaggio: Astano | ISOS villaggio: Astano |           |      | 706.668             | 96.607              | 46.01259°N 8.815854°E |

## Avegno Gordevio
| KGS No.? | Immagine                                  | Nome                                      | Indirizzo | Tipo | CH1903 coordinata X | CH1903 coordinata Y | Luogo                  |
| -------- | ----------------------------------------- | ----------------------------------------- | --------- | ---- | ------------------- | ------------------- | ---------------------- |
| 3745     | ISOS villaggio: Avegno Chiesa e di dentro | ISOS villaggio: Avegno Chiesa e di dentro |           |      | 700.763             | 118.024             | 46.206126°N 8.744227°E |
| 3746     | ISOS villaggio: Avegno di fuori           | ISOS villaggio: Avegno di fuori           |           |      | 701.234             | 117.728             | 46.203393°N 8.750265°E |

## Bedigliora
| KGS No.? | Immagine                   | Nome                       | Indirizzo | Tipo | CH1903 coordinata X | CH1903 coordinata Y | Luogo                  |
| -------- | -------------------------- | -------------------------- | --------- | ---- | ------------------- | ------------------- | ---------------------- |
| 3753     | ISOS villaggio: Bedigliora | ISOS villaggio: Bedigliora |           |      | 708.661             | 95.560              | 46.002856°N 8.841339°E |

## Bedretto
| KGS No.? | Immagine                 | Nome                     | Indirizzo | Tipo | CH1903 coordinata X | CH1903 coordinata Y | Luogo                  |
| -------- | ------------------------ | ------------------------ | --------- | ---- | ------------------- | ------------------- | ---------------------- |
| 3754     | ISOS villaggio: Bedretto | ISOS villaggio: Bedretto |           |      | 682.140             | 151.038             | 46.505608°N 8.508796°E |
| 4183     | ISOS villaggio: Villa    | ISOS villaggio: Villa    |           |      | 683.341             | 151.644             | 46.510911°N 8.52455°E  |

## Bellinzona
| KGS No.? | Immagine               | Nome                   | Indirizzo | Tipo | CH1903 coordinata X | CH1903 coordinata Y | Luogo                  |
| -------- | ---------------------- | ---------------------- | --------- | ---- | ------------------- | ------------------- | ---------------------- |
| 3755     | ISOS città: Bellinzona | ISOS città: Bellinzona |           |      | 722.169             | 116.729             | 46.190935°N 9.021177°E |

## Biasca
| KGS No.? | Immagine                  | Nome                      | Indirizzo | Tipo | CH1903 coordinata X | CH1903 coordinata Y | Luogo                  |
| -------- | ------------------------- | ------------------------- | --------- | ---- | ------------------- | ------------------- | ---------------------- |
| 3762     | ISOS borgo: Biasca        | ISOS borgo: Biasca        |           |      | 717.689             | 135.455             | 46.360152°N 8.967887°E |
| 4065     | ISOS villaggio: Pontirone | ISOS villaggio: Pontirone |           |      | 721.690             | 138.020             | 46.382508°N 9.020533°E |

## Bioggio
| KGS No.? | Immagine             | Nome                 | Indirizzo | Tipo | CH1903 coordinata X | CH1903 coordinata Y | Luogo                  |
| -------- | -------------------- | -------------------- | --------- | ---- | ------------------- | ------------------- | ---------------------- |
| 3952     | ISOS villaggio: Iseo | ISOS villaggio: Iseo |           |      | 711.746             | 95.866              | 46.005105°N 8.881226°E |

## Bissone
| KGS No.? | Immagine                | Nome                    | Indirizzo | Tipo | CH1903 coordinata X | CH1903 coordinata Y | Luogo                  |
| -------- | ----------------------- | ----------------------- | --------- | ---- | ------------------- | ------------------- | ---------------------- |
| 3731     | ISOS villaggio: Bissone | ISOS villaggio: Bissone |           |      | 718.381             | 89.977              | 45.951012°N 8.965381°E |

## Blenio
| KGS No.? | Immagine                               | Nome                                   | Indirizzo | Tipo | CH1903 coordinata X | CH1903 coordinata Y | Luogo                  |
| -------- | -------------------------------------- | -------------------------------------- | --------- | ---- | ------------------- | ------------------- | ---------------------- |
| 3902     | ISOS villaggio: Dangio                 | ISOS villaggio: Dangio                 |           |      | 715.268             | 154.107             | 46.528328°N 8.941077°E |
| 4037     | ISOS villaggio: Olivone Chiesa-Solario | ISOS villaggio: Olivone Chiesa-Solario |           |      | 716.256             | 150.386             | 46.494691°N 8.953015°E |

## Bosco Gurin
| KGS No.? | Immagine                    | Nome                        | Indirizzo | Tipo | CH1903 coordinata X | CH1903 coordinata Y | Luogo                  |
| -------- | --------------------------- | --------------------------- | --------- | ---- | ------------------- | ------------------- | ---------------------- |
| 3780     | ISOS villaggio: Bosco Gurin | ISOS villaggio: Bosco Gurin |           |      | 681.021             | 130.065             | 46.317097°N 8.490556°E |

## Breggia
| KGS No.? | Immagine                   | Nome                       | Indirizzo | Tipo | CH1903 coordinata X | CH1903 coordinata Y | Luogo                  |
| -------- | -------------------------- | -------------------------- | --------- | ---- | ------------------- | ------------------- | ---------------------- |
| 4127     | ISOS villaggio: Cabbio     | ISOS villaggio: Cabbio     |           |      | 724.810             | 84.153              | 45.897479°N 9.046732°E |
| 4023     | ISOS villaggio: Muggio     | ISOS villaggio: Muggio     |           |      | 724.415             | 84.958              | 45.904791°N 9.041856°E |
| 3797     | ISOS villaggio: Scudellate | ISOS villaggio: Scudellate |           |      | 724.217             | 86.872              | 45.922041°N 9.039809°E |

## Brione Verzasca
| KGS No.? | Immagine                        | Nome                            | Indirizzo | Tipo | CH1903 coordinata X | CH1903 coordinata Y | Luogo                  |
| -------- | ------------------------------- | ------------------------------- | --------- | ---- | ------------------- | ------------------- | ---------------------- |
| 3786     | ISOS villaggio: Brione Verzasca | ISOS villaggio: Brione Verzasca |           |      | 704.107             | 128.218             | 46.297304°N 8.789821°E |

## Brissago
| KGS No.? | Immagine                                 | Nome                                     | Indirizzo | Tipo | CH1903 coordinata X | CH1903 coordinata Y | Luogo                  |
| -------- | ---------------------------------------- | ---------------------------------------- | --------- | ---- | ------------------- | ------------------- | ---------------------- |
| 3788     | ISOS caso particolare: Isole di Brissago | ISOS caso particolare: Isole di Brissago |           |      | 700.161             | 109.887             | 46.133029°N 8.734688°E |

## Brusino Arsizio
| KGS No.? | Immagine                        | Nome                            | Indirizzo | Tipo | CH1903 coordinata X | CH1903 coordinata Y | Luogo                  |
| -------- | ------------------------------- | ------------------------------- | --------- | ---- | ------------------- | ------------------- | ---------------------- |
| 3795     | ISOS villaggio: Brusino Arsizio | ISOS villaggio: Brusino Arsizio |           |      | 716.364             | 87.496              | 45.929049°N 8.938763°E |

## Campo
| KGS No.? | Immagine                   | Nome                       | Indirizzo | Tipo | CH1903 coordinata X | CH1903 coordinata Y | Luogo                 |
| -------- | -------------------------- | -------------------------- | --------- | ---- | ------------------- | ------------------- | --------------------- |
| 3861     | ISOS villaggio: Cimalmotto | ISOS villaggio: Cimalmotto |           |      | 680.893             | 126.414             | 46.284272°N 8.48826°E |

## Capriasca
| KGS No.? | Immagine                                                      | Nome                                                          | Indirizzo | Tipo | CH1903 coordinata X | CH1903 coordinata Y | Luogo                  |
| -------- | ------------------------------------------------------------- | ------------------------------------------------------------- | --------- | ---- | ------------------- | ------------------- | ---------------------- |
| 4107     | ISOS villaggio: Bidogno                                       | ISOS villaggio: Bidogno                                       |           |      | 720.845             | 104.157             | 46.078105°N 9.000789°E |
| 3763     | ISOS villaggio: Sala Capriasca                                | ISOS villaggio: Sala Capriasca                                |           |      | 717.586             | 102.653             | 46.065154°N 8.958295°E |
| 4119     | ISOS caso particolare: Convento di S. Maria Assunta a Bigorio | ISOS caso particolare: Convento di S. Maria Assunta a Bigorio |           |      | 716.902             | 103.428             | 46.072243°N 8.94965°E  |

## Carona
| KGS No.? | Immagine                             | Nome                                 | Indirizzo | Tipo | CH1903 coordinata X | CH1903 coordinata Y | Luogo                  |
| -------- | ------------------------------------ | ------------------------------------ | --------- | ---- | ------------------- | ------------------- | ---------------------- |
| 3831     | ISOS villaggio: Carona               | ISOS villaggio: Carona               |           |      | 716.127             | 90.875              | 45.959479°N 8.93654°E  |
| 3863     | ISOS casale/piccolo villaggio: Ciona | ISOS casale/piccolo villaggio: Ciona |           |      | 716.287             | 91.650              | 45.966421°N 8.938794°E |
| 4156     | ISOS caso particolare: Torello       | ISOS caso particolare: Torello       |           |      | 714.288             | 089.487             | 45.947309°N 8.912488°E |

## Caslano
| KGS No.? | Immagine                | Nome                    | Indirizzo | Tipo | CH1903 coordinata X | CH1903 coordinata Y | Luogo                 |
| -------- | ----------------------- | ----------------------- | --------- | ---- | ------------------- | ------------------- | --------------------- |
| 3834     | ISOS villaggio: Caslano | ISOS villaggio: Caslano |           |      | 712.002             | 92.151              | 45.97165°N 8.883648°E |

## Castel San Pietro
| KGS No.? | Immagine                               | Nome                                   | Indirizzo | Tipo | CH1903 coordinata X | CH1903 coordinata Y | Luogo                  |
| -------- | -------------------------------------- | -------------------------------------- | --------- | ---- | ------------------- | ------------------- | ---------------------- |
| 3833     | ISOS villaggio: Casima                 | ISOS villaggio: Casima                 |           |      | 724.058             | 83.494              | 45.891691°N 9.036873°E |
| 3842     | ISOS villaggio: Castel San Pietro      | ISOS villaggio: Castel San Pietro      |           |      | 722.076             | 80.453              | 45.864702°N 9.010562°E |
| 4012     | ISOS villaggio: Monte                  | ISOS villaggio: Monte                  |           |      | 723.443             | 82.378              | 45.881766°N 9.028661°E |
| 3818     | ISOS casale/piccolo villaggio: Campora | ISOS casale/piccolo villaggio: Campora |           |      | 722.999             | 81.626              | 45.875084°N 9.022749°E |

## Centovalli
| KGS No.? | Immagine                                | Nome                                    | Indirizzo | Tipo | CH1903 coordinata X | CH1903 coordinata Y | Luogo                  |
| -------- | --------------------------------------- | --------------------------------------- | --------- | ---- | ------------------- | ------------------- | ---------------------- |
| 3777     | ISOS villaggio: Borgnone                | ISOS villaggio: Borgnone                |           |      | 690.948             | 112.729             | 46.159897°N 8.616046°E |
| 3885     | ISOS villaggio: Costa                   | ISOS villaggio: Costa                   |           |      | 690.521             | 112.801             | 46.160602°N 8.610532°E |
| 3934     | ISOS villaggio: Golino                  | ISOS villaggio: Golino                  |           |      | 698.486             | 114.988             | 46.179156°N 8.71409°E  |
| 3950     | ISOS villaggio: Intragna                | ISOS villaggio: Intragna                |           |      | 697.418             | 114.784             | 46.177476°N 8.700219°E |
| 3964     | ISOS villaggio: Lionza                  | ISOS villaggio: Lionza                  |           |      | 691.172             | 113.133             | 46.1635°N 8.619024°E   |
| 4045     | ISOS villaggio: Palagnedra              | ISOS villaggio: Palagnedra              |           |      | 692.175             | 112.088             | 46.153965°N 8.631802°E |
| 4086     | ISOS villaggio: Rasa                    | ISOS villaggio: Rasa                    |           |      | 693.884             | 112.344             | 46.156031°N 8.653972°E |
| 4171     | ISOS villaggio: Verdasio                | ISOS villaggio: Verdasio                |           |      | 692.490             | 113.258             | 46.164445°N 8.63611°E  |
| 3776     | ISOS casale / piccolo villaggio: Bordei | ISOS casale / piccolo villaggio: Bordei |           |      | 693.255             | 111.461             | 46.148177°N 8.645655°E |

## Cerentino
| KGS No.? | Immagine                                | Nome                                    | Indirizzo | Tipo | CH1903 coordinata X | CH1903 coordinata Y | Luogo                 |
| -------- | --------------------------------------- | --------------------------------------- | --------- | ---- | ------------------- | ------------------- | --------------------- |
| 3876     | ISOS casale / piccolo villaggio: Corino | ISOS casale / piccolo villaggio: Corino |           |      | 685.004             | 129.821             | 46.31441°N 8.542217°E |

## Cevio
| KGS No.? | Immagine                          | Nome                              | Indirizzo | Tipo | CH1903 coordinata X | CH1903 coordinata Y | Luogo                  |
| -------- | --------------------------------- | --------------------------------- | --------- | ---- | ------------------- | ------------------- | ---------------------- |
| 3764     | ISOS villaggio: Bignasco          | ISOS villaggio: Bignasco          |           |      | 690.073             | 132.756             | 46.340149°N 8.608584°E |
| 3778     | ISOS villaggio: Boschetto         | ISOS villaggio: Boschetto         |           |      | 689.913             | 128.972             | 46.306135°N 8.605776°E |
| 3856     | ISOS villaggio: Cevio/Rovana      | ISOS villaggio: Cevio/Rovana      |           |      | 689.344             | 129.735             | 46.313073°N 8.598537°E |
| 4165     | ISOS caso particolare: Val Bavona | ISOS caso particolare: Val Bavona |           |      | 685.292             | 136.415             | 46.373685°N 8.547165°E |

## Chiasso
| KGS No.? | Immagine                       | Nome                           | Indirizzo | Tipo | CH1903 coordinata X | CH1903 coordinata Y | Luogo                  |
| -------- | ------------------------------ | ------------------------------ | --------- | ---- | ------------------- | ------------------- | ---------------------- |
| 3857     | ISOS caso particolare: Chiasso | ISOS caso particolare: Chiasso |           |      | 723.442             | 77.153              | 45.834776°N 9.027287°E |

## Cimadera
| KGS No.? | Immagine                 | Nome                     | Indirizzo | Tipo | CH1903 coordinata X | CH1903 coordinata Y | Luogo                 |
| -------- | ------------------------ | ------------------------ | --------- | ---- | ------------------- | ------------------- | --------------------- |
| 3890     | ISOS villaggio: Cimadera | ISOS villaggio: Cimadera |           |      | 724.296             | 104.319             | 46.078936°N 9.04543°E |

## Claro
| KGS No.? | Immagine                                     | Nome                                         | Indirizzo | Tipo | CH1903 coordinata X | CH1903 coordinata Y | Luogo                  |
| -------- | -------------------------------------------- | -------------------------------------------- | --------- | ---- | ------------------- | ------------------- | ---------------------- |
| 4120     | ISOS caso particolare: Monastero di S. Maria | ISOS caso particolare: Monastero di S. Maria |           |      | 723.165             | 124.125             | 46.257271°N 9.036025°E |

## Coldrerio
| KGS No.? | Immagine              | Nome                  | Indirizzo | Tipo | CH1903 coordinata X | CH1903 coordinata Y | Luogo                  |
| -------- | --------------------- | --------------------- | --------- | ---- | ------------------- | ------------------- | ---------------------- |
| 4184     | ISOS villaggio: Villa | ISOS villaggio: Villa |           |      | 720.314             | 79.174              | 45.853514°N 8.987555°E |

## Collina d'Oro
| KGS No.? | Immagine                                                  | Nome                                                      | Indirizzo | Tipo | CH1903 coordinata X | CH1903 coordinata Y | Luogo                 |
| -------- | --------------------------------------------------------- | --------------------------------------------------------- | --------- | ---- | ------------------- | ------------------- | --------------------- |
| 4115     | ISOS caso particolare: chiesa parrocchiale di S. Abbondio | ISOS caso particolare: chiesa parrocchiale di S. Abbondio |           |      | 715.400             | 094.083             | 45.988455°N 8.92795°E |

## Corippo
| KGS No.? | Immagine                | Nome                    | Indirizzo | Tipo | CH1903 coordinata X | CH1903 coordinata Y | Luogo                  |
| -------- | ----------------------- | ----------------------- | --------- | ---- | ------------------- | ------------------- | ---------------------- |
| 3877     | ISOS villaggio: Corippo | ISOS villaggio: Corippo |           |      | 708.165             | 121.467             | 46.235944°N 8.840912°E |

## Croglio
| KGS No.? | Immagine                    | Nome                        | Indirizzo | Tipo | CH1903 coordinata X | CH1903 coordinata Y | Luogo                  |
| -------- | --------------------------- | --------------------------- | --------- | ---- | ------------------- | ------------------- | ---------------------- |
| 3844     | ISOS villaggio: Castelrotto | ISOS villaggio: Castelrotto |           |      | 708.378             | 94.440              | 45.992828°N 8.837429°E |

## Cugnasco-Gerra
| KGS No.? | Immagine                           | Nome                               | Indirizzo | Tipo | CH1903 coordinata X | CH1903 coordinata Y | Luogo                  |
| -------- | ---------------------------------- | ---------------------------------- | --------- | ---- | ------------------- | ------------------- | ---------------------- |
| 5441     | Oratorio dei SS. Anna e Cristoforo | Oratorio dei SS. Anna e Cristoforo | Curogna   |      | 713.292             | 115.817             | 46.184285°N 8.905995°E |
| 5442     | Oratorio di S. Martino             | Oratorio di S. Martino             | Ditto     |      | 711.928             | 116.074             | 46.186824°N 8.888394°E |

## Curio
| KGS No.? | Immagine              | Nome                  | Indirizzo | Tipo | CH1903 coordinata X | CH1903 coordinata Y | Luogo                  |
| -------- | --------------------- | --------------------- | --------- | ---- | ------------------- | ------------------- | ---------------------- |
| 3899     | ISOS villaggio: Curio | ISOS villaggio: Curio |           |      | 710.376             | 95.427              | 46.001382°N 8.863442°E |

## Faido
| KGS No.? | Immagine                                  | Nome                                      | Indirizzo | Tipo | CH1903 coordinata X | CH1903 coordinata Y | Luogo                  |
| -------- | ----------------------------------------- | ----------------------------------------- | --------- | ---- | ------------------- | ------------------- | ---------------------- |
| 3910     | ISOS villaggio urbanizzato: Faido         | ISOS villaggio urbanizzato: Faido         |           |      | 704.532             | 148.908             | 46.48333°N 8.799995°E  |
| 3808     | ISOS villaggio: Calonico                  | ISOS villaggio: Calonico                  |           |      | 707.475             | 145.408             | 46.451384°N 8.837502°E |
| 4100     | ISOS villaggio: Rossura                   | ISOS villaggio: Rossura                   |           |      | 706.572             | 148.171             | 46.476379°N 8.826387°E |
| 4153     | ISOS villaggio: Tengia                    | ISOS villaggio: Tengia                    |           |      | 706.949             | 147.576             | 46.470968°N 8.831158°E |
| 3913     | ISOS casale/piccolo villaggio: Figgione   | ISOS casale/piccolo villaggio: Figgione   |           |      | 706.049             | 148.375             | 46.478297°N 8.819625°E |
| 3730     | ISOS villaggio: Anzonico                  | ISOS villaggio: Anzonico                  |           |      | 709.648             | 143.285             | 46.431938°N 8.865276°E |
| 3809     | ISOS villaggio: Calpiogna                 | ISOS villaggio: Calpiogna                 |           |      | 704.844             | 149.376             | 46.48749°N 8.804163°E  |
| 4075     | ISOS casale/piccolo villaggio: Primadengo | ISOS casale/piccolo villaggio: Primadengo |           |      | 705.013             | 148.824             | 46.482499°N 8.806239°E |
| 3859     | ISOS villaggio: Chironico                 | ISOS villaggio: Chironico                 |           |      | 708.061             | 142.484             | 46.424991°N 8.844445°E |
| 3794     | ISOS villaggio: Brusgnano-Freggio         | ISOS villaggio: Brusgnano-Freggio         |           |      | 701.809             | 150.132             | 46.494758°N 8.764808°E |
| 4041     | ISOS villaggio: Osco                      | ISOS villaggio: Osco                      |           |      | 703.125             | 150.119             | 46.49444°N 8.781944°E  |

## Gambarogno
| KGS No.? | Immagine                           | Nome                               | Indirizzo | Tipo | CH1903 coordinata X | CH1903 coordinata Y | Luogo                  |
| -------- | ---------------------------------- | ---------------------------------- | --------- | ---- | ------------------- | ------------------- | ---------------------- |
| Unknown  | ISOS villaggio: Magadino-Rivabella | ISOS villaggio: Magadino-Rivabella |           |      | 709.254             | 111.807             | 46.148885°N 8.852771°E |
| 3948     | ISOS villaggio: Indemini           | ISOS villaggio: Indemini           |           |      | 707.276             | 105.278             | 46.090481°N 8.82568°E  |

## Giornico
| KGS No.? | Immagine                 | Nome                     | Indirizzo | Tipo | CH1903 coordinata X | CH1903 coordinata Y | Luogo                  |
| -------- | ------------------------ | ------------------------ | --------- | ---- | ------------------- | ------------------- | ---------------------- |
| 3930     | ISOS villaggio: Giornico | ISOS villaggio: Giornico |           |      | 710.778             | 139.908             | 46.401379°N 8.879169°E |

## Gresso
| KGS No.? | Immagine               | Nome                   | Indirizzo | Tipo | CH1903 coordinata X | CH1903 coordinata Y | Luogo                 |
| -------- | ---------------------- | ---------------------- | --------- | ---- | ------------------- | ------------------- | --------------------- |
| 3942     | ISOS villaggio: Gresso | ISOS villaggio: Gresso |           |      | 690.906             | 120.151             | 46.22666°N 8.616944°E |

## Isorno
| KGS No.? | Immagine                 | Nome                     | Indirizzo | Tipo | CH1903 coordinata X | CH1903 coordinata Y | Luogo                  |
| -------- | ------------------------ | ------------------------ | --------- | ---- | ------------------- | ------------------- | ---------------------- |
| 3743     | ISOS villaggio: Auressio | ISOS villaggio: Auressio |           |      | 696.284             | 117.578             | 46.20277°N 8.686111°E  |
| 3758     | ISOS villaggio: Berzona  | ISOS villaggio: Berzona  |           |      | 694.886             | 117.865             | 46.205549°N 8.66806°E  |
| 3966     | ISOS villaggio: Loco     | ISOS villaggio: Loco     |           |      | 695.207             | 117.870             | 46.205549°N 8.672219°E |

## Lavertezzo
| KGS No.? | Immagine                   | Nome                       | Indirizzo | Tipo | CH1903 coordinata X | CH1903 coordinata Y | Luogo |
| -------- | -------------------------- | -------------------------- | --------- | ---- | ------------------- | ------------------- | ----- |
| Unknown  | ISOS villaggio: Lavertezzo | ISOS villaggio: Lavertezzo |           |      |                     |                     |       |

## Lavizzara
| KGS No.? | Immagine                                   | Nome                                       | Indirizzo | Tipo | CH1903 coordinata X | CH1903 coordinata Y | Luogo                  |
| -------- | ------------------------------------------ | ------------------------------------------ | --------- | ---- | ------------------- | ------------------- | ---------------------- |
| 3789     | ISOS villaggio: Broglio                    | ISOS villaggio: Broglio                    |           |      | 693.947             | 136.843             | 46.376379°N 8.659721°E |
| 3790     | ISOS villaggio: Brontallo                  | ISOS villaggio: Brontallo                  |           |      | 691.306             | 134.796             | 46.358331°N 8.624998°E |
| 3918     | ISOS villaggio: Fusio                      | ISOS villaggio: Fusio                      |           |      | 694.040             | 144.566             | 46.44583°N 8.662495°E  |
| 4071     | ISOS villaggio: Prato                      | ISOS villaggio: Prato                      |           |      | 693.667             | 138.921             | 46.395109°N 8.656502°E |
| 4145     | ISOS villaggio: Sornico                    | ISOS villaggio: Sornico                    |           |      | 693.477             | 139.248             | 46.398076°N 8.654098°E |
| 3882     | ISOS casale/piccolo villaggio: Cortignelli | ISOS casale/piccolo villaggio: Cortignelli |           |      | 691.017             | 140.680             | 46.411295°N 8.622397°E |

## Ligornetto
| KGS No.? | Immagine                   | Nome                       | Indirizzo | Tipo | CH1903 coordinata X | CH1903 coordinata Y | Luogo                |
| -------- | -------------------------- | -------------------------- | --------- | ---- | ------------------- | ------------------- | -------------------- |
| 3962     | ISOS villaggio: Ligornetto | ISOS villaggio: Ligornetto |           |      | 717.486             | 80.118              | 45.8625°N 8.951391°E |

## Linescio
| KGS No.? | Immagine                 | Nome                     | Indirizzo | Tipo | CH1903 coordinata X | CH1903 coordinata Y | Luogo                 |
| -------- | ------------------------ | ------------------------ | --------- | ---- | ------------------- | ------------------- | --------------------- |
| 3963     | ISOS villaggio: Linescio | ISOS villaggio: Linescio |           |      | 688.283             | 129.501             | 46.311109°N 8.58472°E |

## Locarno
| KGS No.? | Immagine            | Nome                | Indirizzo | Tipo | CH1903 coordinata X | CH1903 coordinata Y | Luogo                  |
| -------- | ------------------- | ------------------- | --------- | ---- | ------------------- | ------------------- | ---------------------- |
| 3965     | ISOS città: Locarno | ISOS città: Locarno |           |      | 704.261             | 113.850             | 46.168051°N 8.788612°E |

## Lugano
| KGS No.? | Immagine                                  | Nome                                      | Indirizzo | Tipo | CH1903 coordinata X | CH1903 coordinata Y | Luogo                  |
| -------- | ----------------------------------------- | ----------------------------------------- | --------- | ---- | ------------------- | ------------------- | ---------------------- |
| Unknown  | ISOS città: Lugano                        | ISOS città: Lugano                        |           |      |                     |                     |                        |
| 3749     | ISOS villaggio: Barbengo                  | ISOS villaggio: Barbengo                  |           |      | 714.648             | 91.028              | 45.961107°N 8.917504°E |
| 3782     | ISOS villaggio: Brè                       | ISOS villaggio: Brè                       |           |      | 720.717             | 96.705              | 46.011108°N 8.997222°E |
| 3922     | ISOS villaggio: Gandria                   | ISOS villaggio: Gandria                   |           |      | 720.926             | 95.937              | 46.004163°N 8.999723°E |
| 3768     | ISOS casale/piccolo villaggio: Biogno     | ISOS casale/piccolo villaggio: Biogno     |           |      | 715.133             | 95.588              | 46.002036°N 8.924872°E |
| 3923     | ISOS caso particolare: Cantine di Gandria | ISOS caso particolare: Cantine di Gandria |           |      | 722.274             | 95.289              | 45.998093°N 9.016952°E |
| 3840     | ISOS caso particolare: Castagnola         | ISOS caso particolare: Castagnola         |           |      | 719.193             | 95.581              | 46.001269°N 8.977267°E |

## Maggia
| KGS No.? | Immagine                 | Nome                     | Indirizzo | Tipo | CH1903 coordinata X | CH1903 coordinata Y | Luogo                  |
| -------- | ------------------------ | ------------------------ | --------- | ---- | ------------------- | ------------------- | ---------------------- |
| 3744     | ISOS villaggio: Aurigeno | ISOS villaggio: Aurigeno |           |      | 698.246             | 120.883             | 46.232213°N 8.712222°E |
| 4005     | ISOS villaggio: Moghegno | ISOS villaggio: Moghegno |           |      | 697.740             | 121.678             | 46.239437°N 8.70583°E  |
| 4137     | ISOS villaggio: Someo    | ISOS villaggio: Someo    |           |      | 694.294             | 126.935             | 46.287212°N 8.662223°E |

## Mendrisio
| KGS No.? | Immagine                | Nome                    | Indirizzo | Tipo | CH1903 coordinata X | CH1903 coordinata Y | Luogo                  |
| -------- | ----------------------- | ----------------------- | --------- | ---- | ------------------- | ------------------- | ---------------------- |
| 3999     | ISOS borgo: Mendrisio   | ISOS borgo: Mendrisio   |           |      | 719.957             | 80.629              | 45.866663°N 8.983329°E |
| 3740     | ISOS villaggio: Arzo    | ISOS villaggio: Arzo    |           |      | 716.599             | 81.336              | 45.873608°N 8.940273°E |
| 4084     | ISOS villaggio: Rancate | ISOS villaggio: Rancate |           |      | 718.697             | 81.068              | 45.870833°N 8.967218°E |

## Meride
| KGS No.? | Immagine               | Nome                   | Indirizzo | Tipo | CH1903 coordinata X | CH1903 coordinata Y | Luogo                  |
| -------- | ---------------------- | ---------------------- | --------- | ---- | ------------------- | ------------------- | ---------------------- |
| 4002     | ISOS villaggio: Meride | ISOS villaggio: Meride |           |      | 717.423             | 83.360              | 45.891668°N 8.951384°E |

## Moleno
| KGS No.? | Immagine               | Nome                   | Indirizzo | Tipo | CH1903 coordinata X | CH1903 coordinata Y | Luogo                  |
| -------- | ---------------------- | ---------------------- | --------- | ---- | ------------------- | ------------------- | ---------------------- |
| 4008     | ISOS villaggio: Moleno | ISOS villaggio: Moleno |           |      | 719.947             | 125.260             | 46.268061°N 8.994593°E |

## Monteceneri
| KGS No.? | Immagine                                  | Nome                                      | Indirizzo | Tipo | CH1903 coordinata X | CH1903 coordinata Y | Luogo                  |
| -------- | ----------------------------------------- | ----------------------------------------- | --------- | ---- | ------------------- | ------------------- | ---------------------- |
| 4042     | ISOS casale / piccolo villaggio: Osignano | ISOS casale / piccolo villaggio: Osignano |           |      | 714.352             | 104.458             | 46.081944°N 8.916949°E |

## Morcote
| KGS No.? | Immagine                | Nome                    | Indirizzo | Tipo | CH1903 coordinata X | CH1903 coordinata Y | Luogo                  |
| -------- | ----------------------- | ----------------------- | --------- | ---- | ------------------- | ------------------- | ---------------------- |
| 4017     | ISOS villaggio: Morcote | ISOS villaggio: Morcote |           |      | 714.683             | 86.859              | 45.923607°N 8.916943°E |

## Mosogno
| KGS No.? | Immagine                                        | Nome                                            | Indirizzo | Tipo | CH1903 coordinata X | CH1903 coordinata Y | Luogo                  |
| -------- | ----------------------------------------------- | ----------------------------------------------- | --------- | ---- | ------------------- | ------------------- | ---------------------- |
| 4019     | ISOS casale/piccolo villaggio: Mosogno di sotto | ISOS casale/piccolo villaggio: Mosogno di sotto |           |      | 692.425             | 116.995             | 46.198066°N 8.636006°E |

## Muzzano
| KGS No.? | Immagine                | Nome                    | Indirizzo | Tipo | CH1903 coordinata X | CH1903 coordinata Y | Luogo                  |
| -------- | ----------------------- | ----------------------- | --------- | ---- | ------------------- | ------------------- | ---------------------- |
| 4024     | ISOS villaggio: Muzzano | ISOS villaggio: Muzzano |           |      | 715.040             | 95.360              | 46.000001°N 8.923616°E |

## Novazzano
| KGS No.? | Immagine                               | Nome                                   | Indirizzo | Tipo | CH1903 coordinata X | CH1903 coordinata Y | Luogo                  |
| -------- | -------------------------------------- | -------------------------------------- | --------- | ---- | ------------------- | ------------------- | ---------------------- |
| 3792     | ISOS casale/piccolo villaggio: Brusata | ISOS casale/piccolo villaggio: Brusata |           |      | 719.901             | 78.003              | 45.843056°N 8.981943°E |

## Onsernone
| KGS No.? | Immagine                  | Nome                      | Indirizzo | Tipo | CH1903 coordinata X | CH1903 coordinata Y | Luogo                  |
| -------- | ------------------------- | ------------------------- | --------- | ---- | ------------------- | ------------------- | ---------------------- |
| 3870     | ISOS villaggio: Comologno | ISOS villaggio: Comologno |           |      | 687.918             | 117.791             | 46.20583°N 8.577776°E  |
| 4104     | ISOS villaggio: Russo     | ISOS villaggio: Russo     |           |      | 691.034             | 117.343             | 46.201386°N 8.618056°E |

## Origlio
| KGS No.? | Immagine                | Nome                    | Indirizzo | Tipo | CH1903 coordinata X | CH1903 coordinata Y | Luogo                  |
| -------- | ----------------------- | ----------------------- | --------- | ---- | ------------------- | ------------------- | ---------------------- |
| 4039     | ISOS villaggio: Origlio | ISOS villaggio: Origlio |           |      | 716.433             | 101.254             | 46.052772°N 8.943051°E |

## Preonzo
| KGS No.? | Immagine                | Nome                    | Indirizzo | Tipo | CH1903 coordinata X | CH1903 coordinata Y | Luogo                  |
| -------- | ----------------------- | ----------------------- | --------- | ---- | ------------------- | ------------------- | ---------------------- |
| 4074     | ISOS villaggio: Preonzo | ISOS villaggio: Preonzo |           |      | 720.489             | 124.644             | 46.262424°N 9.001462°E |

## Quinto
| KGS No.? | Immagine                | Nome                    | Indirizzo | Tipo | CH1903 coordinata X | CH1903 coordinata Y | Luogo                  |
| -------- | ----------------------- | ----------------------- | --------- | ---- | ------------------- | ------------------- | ---------------------- |
| 3727     | ISOS villaggio: Altanca | ISOS villaggio: Altanca |           |      | 695.227             | 153.254             | 46.523807°N 8.679729°E |
| 4060     | ISOS villaggio: Piotta  | ISOS villaggio: Piotta  |           |      | 694.877             | 152.423             | 46.516382°N 8.674998°E |
| 4083     | ISOS villaggio: Quinto  | ISOS villaggio: Quinto  |           |      | 698.074             | 152.505             | 46.516659°N 8.716668°E |
| 4095     | ISOS villaggio: Ronco   | ISOS villaggio: Ronco   |           |      | 696.597             | 152.841             | 46.519896°N 8.697495°E |

## Riva San Vitale
| KGS No.? | Immagine                    | Nome                        | Indirizzo | Tipo | CH1903 coordinata X | CH1903 coordinata Y | Luogo                  |
| -------- | --------------------------- | --------------------------- | --------- | ---- | ------------------- | ------------------- | ---------------------- |
| 4087     | ISOS borgo: Riva San Vitale | ISOS borgo: Riva San Vitale |           |      | 718.690             | 84.774              | 45.904164°N 8.968058°E |

## Serravalle
| KGS No.? | Immagine                                | Nome                                    | Indirizzo | Tipo | CH1903 coordinata X | CH1903 coordinata Y | Luogo                  |
| -------- | --------------------------------------- | --------------------------------------- | --------- | ---- | ------------------- | ------------------- | ---------------------- |
| 4097     | ISOS villaggio: Rongie/Orino            | ISOS villaggio: Rongie/Orino            |           |      | 718.433             | 141.683             | 46.416036°N 8.979141°E |
| 4166     | ISOS caso particolare: Val Malvaglia    | ISOS caso particolare: Val Malvaglia    |           |      | 723.893             | 143.543             | 46.431778°N 9.050638°E |
| 4130     | ISOS villaggio: Semione                 | ISOS villaggio: Semione                 |           |      | 717.594             | 140.964             | 46.409717°N 8.968048°E |
| 4026     | ISOS casale / piccolo villaggio: Navone | ISOS casale / piccolo villaggio: Navone |           |      | 716.988             | 141.588             | 46.415435°N 8.960326°E |

## Sessa
| KGS No.? | Immagine              | Nome                  | Indirizzo | Tipo | CH1903 coordinata X | CH1903 coordinata Y | Luogo                  |
| -------- | --------------------- | --------------------- | --------- | ---- | ------------------- | ------------------- | ---------------------- |
| 4133     | ISOS villaggio: Sessa | ISOS villaggio: Sessa |           |      | 706.971             | 95.212              | 45.999995°N 8.819448°E |

## Sobrio
| KGS No.? | Immagine                       | Nome                           | Indirizzo | Tipo | CH1903 coordinata X | CH1903 coordinata Y | Luogo                  |
| -------- | ------------------------------ | ------------------------------ | --------- | ---- | ------------------- | ------------------- | ---------------------- |
| 4135     | ISOS villaggio: Sobrio-Ronzano | ISOS villaggio: Sobrio-Ronzano |           |      | 712.486             | 139.940             | 46.401383°N 8.901382°E |

## Sonogno
| KGS No.? | Immagine                | Nome                    | Indirizzo | Tipo | CH1903 coordinata X | CH1903 coordinata Y | Luogo                  |
| -------- | ----------------------- | ----------------------- | --------- | ---- | ------------------- | ------------------- | ---------------------- |
| 4139     | ISOS villaggio: Sonogno | ISOS villaggio: Sonogno |           |      | 703.796             | 134.084             | 46.350113°N 8.787094°E |

## Sonvico
| KGS No.? | Immagine                | Nome                    | Indirizzo | Tipo | CH1903 coordinata X | CH1903 coordinata Y | Luogo                 |
| -------- | ----------------------- | ----------------------- | --------- | ---- | ------------------- | ------------------- | --------------------- |
| 4140     | ISOS villaggio: Sonvico | ISOS villaggio: Sonvico |           |      | 720.350             | 102.195             | 46.060548°N 8.99389°E |

## Stabio
| KGS No.? | Immagine           | Nome               | Indirizzo | Tipo | CH1903 coordinata X | CH1903 coordinata Y | Luogo                  |
| -------- | ------------------ | ------------------ | --------- | ---- | ------------------- | ------------------- | ---------------------- |
| 4147     | ISOS borgo: Stabio | ISOS borgo: Stabio |           |      | 716.110             | 78.702              | 45.850003°N 8.933331°E |

## Val Mara
| KGS No.? | Immagine               | Nome                   | Indirizzo | Tipo | CH1903 coordinata X | CH1903 coordinata Y | Luogo                  |
| -------- | ---------------------- | ---------------------- | --------- | ---- | ------------------- | ------------------- | ---------------------- |
| 3995     | ISOS villaggio: Melano | ISOS villaggio: Melano |           |      | 720.276             | 86.350              | 45.918058°N 8.98889°E  |
| 4103     | ISOS villaggio: Rovio  | ISOS villaggio: Rovio  |           |      | 720.307             | 88.049              | 45.933333°N 8.989722°E |

## Vernate
| KGS No.? | Immagine                                         | Nome                                             | Indirizzo | Tipo | CH1903 coordinata X | CH1903 coordinata Y | Luogo                 |
| -------- | ------------------------------------------------ | ------------------------------------------------ | --------- | ---- | ------------------- | ------------------- | --------------------- |
| 4118     | ISOS caso particolare: Chiesa di S. Maria d’Iseo | ISOS caso particolare: Chiesa di S. Maria d’Iseo |           |      | 711.756             | 95.939              | 46.00576°N 8.881373°E |

## Verscio
| KGS No.? | Immagine                | Nome                    | Indirizzo | Tipo | CH1903 coordinata X | CH1903 coordinata Y | Luogo                |
| -------- | ----------------------- | ----------------------- | --------- | ---- | ------------------- | ------------------- | -------------------- |
| 4174     | ISOS villaggio: Verscio | ISOS villaggio: Verscio |           |      | 699.854             | 115.629             | 46.18472°N 8.73194°E |

## Vico Morcote
| KGS No.? | Immagine                     | Nome                         | Indirizzo | Tipo | CH1903 coordinata X | CH1903 coordinata Y | Luogo                  |
| -------- | ---------------------------- | ---------------------------- | --------- | ---- | ------------------- | ------------------- | ---------------------- |
| 4177     | ISOS villaggio: Vico Morcote | ISOS villaggio: Vico Morcote |           |      | 715.073             | 87.886              | 45.932777°N 8.922219°E |

## Vogorno
| KGS No.? | Immagine                                      | Nome                                          | Indirizzo | Tipo | CH1903 coordinata X | CH1903 coordinata Y | Luogo                  |
| -------- | --------------------------------------------- | --------------------------------------------- | --------- | ---- | ------------------- | ------------------- | ---------------------- |
| 4109     | ISOS casale/piccolo villaggio: San Bartolomeo | ISOS casale/piccolo villaggio: San Bartolomeo |           |      | 708.690             | 121.012             | 46.231767°N 8.847611°E |